# Bolbochromus nigerrimus
Bolbochromus nigerrimus es una especie de coleóptero de la familia Geotrupidae.

## Distribución geográfica
Habita en India.